# قائمة التصويت بحق النقض ضد قرارات مجلس الأمن التابع للأمم المتحدة
هذه هي قائمة قرارات مجلس الأمن التابع للأمم المتحدة التي اعترض عليها أحد الأعضاء الخمسة الدائمين باستخدام حق النقض (الفيتو) في مجلس الأمن منذ تأسيس الأمم المتحدة.

## خلفية تاريخية
حق الفيتو أو حق النقض هو حق الاعتراض على أي قرار يقدم لمجلس الأمن دون إبداء أسباب، ويمنح للأعضاء الخمس دائمى العضوية في مجلس الأمن، وهم: روسيا و‌الصين و‌المملكة المتحدة و‌فرنسا و‌الولايات المتحدة.
حيث يشير حق النقض إلى السلطة الممنوحة فقط للأعضاء الدائمين والتي تخولهم منع تبني أي مشروع قرار ضمن المجلس بغض النظر عن القبول الدولي الذي يلقاه هذا المشروع. ويتم تفعيل حق النقض من قبل أي من الأعضاء الخمس بالتصويت بالرفض على مشروع القرار. الامتناع عن التصويت أو غياب العضو دائم العضوية لا يمنع تبني مشروع القرار.
لم يرد لفظ «فيتو» في ميثاق الأمم المتحدة، بل ورد لفظ «حق الاعتراض» وهو في واقع الأمر «حق إجهاض» للقرار وليس مجرد اعتراض. إذ يكفي اعتراض أي من الدول الخمس الدائمة العضوية في مجلس الأمن ليتم رفض القرار وعدم تمريره نهائياً. حتى وإن كان مقبولاً للدول الأربعة عشر الأخرى أعضاء المجلس.
ويبدو أن هذا النظام في التصويت اعتمد في مجلس الأمن لتشجيع بعض الدول على المشاركة في الأمم المتحدة عقب الحرب العالمية الثانية، بعد أن بدى لها أنها قد تخسر بعض الامتيازات في حال شاركت في منظمة تحترم الديمقراطية. كما ساعد حق النقض الفيتو الولايات المتحدة على تقديم أفضل دعم سياسي للكيان الإسرائيلي ذلك بإفشال صدور أي قرار من مجلس الأمن يلزم «إسرائيل» بضرورة وقف احتلال الأراضي الفلسطينية وأعمال العنف ضد الشعب الفلسطيني أو إفشال أي قرار يدين «إسرائيل» باستخدام القوة المفرطة وخصوصا في حرب لبنان 2006 و‌الحرب على قـطاع غـزة في نهاية عام 2008 أدى ذلك إلى الشك بمصداقية الأمم المتحدة بسبب استخدام الفيتو الأمريكي.
ويتناقض هذا النظام عموماً مع القواعد الأساسية التي تشترطها النظم الديمقراطية، على الرغم من أن الدول الخمس هذه لم تنتخب لعضوية هذا المجلس بصورة ديمقراطية، فهي أيضاً لا تصوت على القرارات بنظام الأغلبية المعروف.وقد سمعت بعض الأصوات الداعية إلى إلغاء نظام التصويت بالفيتو نهائياً واعتماد نظام أكثر شفافية وديمقراطية وتوازن.

## المستخدمين الأكثر شيوعًا

عدد القرارات التي اعترض عليها كل عضو من الأعضاء الخمسة الدائمين في مجلس الأمن بين عامي 1946 و 2017.

منذ تأسيس الأمم المتحدة عام 1945، يعتبر الاتحاد السوفيتي أو روسيا أكثر الدول استخدامًا لحق الفيتو (النقض) 103 مرة أي أكثر من أي عضو آخر من الأعضاء الخمسة الدائمين في مجلس الأمن حيث كان له نصيب النصف تقريبًا وكانت الغالبية العظمى منهم قبل عام 1965، ومنذ عام 1966 تم استخدام حق النقض 119 مرة من أصل 153 من حق النقض المدلى بها من قبل أحد أعضاء المجلس الثلاثة الأعضاء في حلف الناتو: الولايات المتحدة و‌المملكة المتحدة و‌فرنسا (الولايات المتحدة 79 مرة بين عامي 1946 و 2016 ومنذ عام 1972، استخدمت حق النقض أكثر من أي عضو دائم آخر/ و‌المملكة المتحدة 29 مرة / و‌فرنسا 16 مرة، بينما استخدمته الصين 11 مرة.

## القائمة
| التاريخ           | مشروع القرار             | سجل الاجتماعات | البند من جدول الأعمال | العضو الدائم المعترض بحق الفيتو            |
| ----------------- | ------------------------ | -------------- | --- | ------------------------------------------ |
| 30 أغسطس 2023     | S/2023/578               | S/PV.9408      | الوضع في مالي | روسيا                                      |
| 11 يوليو 2023     | S/2023/506               | S/PV.9371      | الوضع في الشرق الأوسط | روسيا                                      |
| 30 سبتمبر 2022    | S/2022/720               | S/PV.9143      | حفظ السلام والأمن في أوكرانيا | روسيا                                      |
| 8 يوليو 2022      | S/2022/538               | S/PV.9087      | الوضع في الشرق الأوسط | روسيا                                      |
| 26 مايو 2022      | S/2022/431               | S/PV.9048      | عدم الانتشار/جمهورية كوريا الشعبية الديمقراطية | الصين روسيا                                |
| 25 فبراير 2022    | S/2022/155               | S/PV.8979      | رسالة مؤرخة 28 فبراير 2014 موجهة إلى رئيس مجلس الأمن من الممثل الدائم لأوكرانيا لدى الأمم المتحدة (S/2014/136). (الغزو الروسي لأوكرانيا 2022) | روسيا                                      |
| 13 ديسمبر 2021    | S/2021/990               | S/PV.8926      | صون السلام والأمن الدوليين: المناخ والأمن | روسيا                                      |
| 31 أغسطس 2020     | S/2020/852               | S/2020/865     | التهديدات للسلم والأمن الدوليين من جراء الهجمات الإرهابية | الولايات المتحدة                           |
| 7 يوليو 2020      | S/2020/654               | S/2020/657     | وصول المساعدات الإنسانية في سوريا | الصين روسيا                                |
| 20 ديسمبر 2019    | S/2019/961               | S/PV.8697      | وصول المساعدات الإنسانية في سوريا (عبر الحدود مع العراق وتركيا) | الصين روسيا                                |
| 19 سبتمبر 2019    | S/2019/756               | S/PV.8623      | الوضع في الشرق الأوسط (فيما يتعلق بالهجوم على شمال غرب سوريا، جزء من الحرب الأهلية السورية المستمرة) | الصين روسيا                                |
| 28 فبراير 2019    | S/2019/186               | S/PV.8476      | الوضع في جمهورية فنزويلا البوليفارية (فيما يتعلق بالأزمة الرئاسية الفنزويلية ونتائج الانتخابات الرئاسية لعام 2018) | الصين روسيا                                |
| 1 يونيو 2018      | S/2018/516               | S/PV.8274      | الوضع في الشرق الأوسط، بما في ذلك القضية الفلسطينية (بخصوص احتجاجات غزة الحدودية 2018–19) | الولايات المتحدة                           |
| 10 أبريل 2018     | S/2018/321               | S/PV.8228      | الوضع في الشرق الأوسط (استخدام الأسلحة الكيميائية في الحرب الأهلية السورية) | روسيا                                      |
| 26 فبراير 2018    | S/2018/156               | S/PV.8190      | العقوبات المفروضة على اليمن (الحرب الأهلية اليمنية (2015 - الآن)) | روسيا                                      |
| 18 ديسمبر 2017    | S/2017/1060              | S/PV.8139      | الحالة في الشرق الأوسط، بما في ذلك القضية الفلسطينية | الولايات المتحدة                           |
| 12 أبريل 2017     | S/2017/315               | S/PV.7922      | الشرق الأوسط | روسيا                                      |
| 28 فبراير 2017    | S/2017/172               | S/PV.7893      | الشرق الأوسط | الصين · روسيا                              |
| 5 ديسمبر 2016     | S/2016/1026              | S/PV.7825      | الشرق الأوسط | الصين · روسيا                              |
| 8 أكتوبر 2016     | S/2016/846               | S/PV.7785      | الشرق الأوسط | روسيا                                      |
| 29 يوليو 2015     | S/2015/562               | S/PV.7498      | رسالة مؤرخة بتاريخ 28 شباط / فبراير 2014 موجهة إلى رئيس مجلس الأمن من الممثل الدائم لأوكرانيا لدى الأمم المتحدة (S/2014/136). وتتعلق الرسالة بضم روسيا لشبه جزيرة القرم.                                                                                              | روسيا                                      |
| 8 يوليو 2015      | S/2015/508               | S/PV.7481      | الوضع في البوسنة والهرسك | روسيا                                      |
| 22 مايو 2014      | S/2014/348               | S/PV.7180      | الشرق الأوسط - سوريا | الصين · روسيا                              |
| 15 مارس 2014      | S/2014/189               | S/PV.7138      | رسالة مؤرخة بتاريخ 28 شباط / فبراير 2014 موجهة إلى رئيس مجلس الأمن من الممثل الدائم لأوكرانيا لدى الأمم المتحدة (S/2014/136). وتتعلق الرسالة بضم روسيا لشبه جزيرة القرم.                                                                                              | روسيا                                      |
| 19 يوليو 2012     | S/2012/538               | S/PV.6810      | الشرق الأوسط - سوريا | الصين · روسيا                              |
| 4 فبراير 2012     | S/2012/77                | S/PV.6711      | الشرق الأوسط - سوريا | الصين · روسيا                              |
| 4 أكتوبر 2011     | S/2011/612               | S/PV.6627      | الشرق الأوسط - سوريا | الصين · روسيا                              |
| 18 فبراير 2011    | S/2011/24                | S/PV.6484      | الشرق الأوسط - القضية الفلسطينية | الولايات المتحدة                           |
| 15 يونيو 2009     | S/2009/310               | S/PV.6143      | جورجيا | روسيا                                      |
| 11 يوليو 2008     | S/2008/447               | S/PV.5933      | السلام والأمن - أفريقيا (زيمبابوي) | الصين · روسيا                              |
| 12 يناير 2007     | S/2007/14                | S/PV.5619      | ميانمار | الصين · روسيا                              |
| 11 نوفمبر 2006    | S/2006/878               | S/PV.5565      | الشرق الأوسط - القضية الفلسطينية | الولايات المتحدة                           |
| 13 يوليو 2006     | S/2006/508               | S/PV.5418      | الشرق الأوسط - القضية الفلسطينية | الولايات المتحدة                           |
| 5 أكتوبر 2004     | S/2004/783               | S/PV.5051      | الشرق الأوسط - القضية الفلسطينية | الولايات المتحدة                           |
| 21 أبريل 2004     | S/2004/313               | S/PV.4947      | الوضع في قبرص | روسيا                                      |
| 25 مارس 2004      | S/2004/240               | S/PV.4934      | الشرق الأوسط - القضية الفلسطينية | الولايات المتحدة                           |
| 14 أكتوبر 2003    | S/2003/980               | S/PV.4842      | الوضع في الشرق الأوسط - القضية الفلسطينية | الولايات المتحدة                           |
| 16 سبتمبر 2003    | S/2003/891               | S/PV.4828      | الوضع في الشرق الأوسط - القضية الفلسطينية | الولايات المتحدة                           |
| 20 ديسمبر 2002    | S/2002/1385              | S/PV.4681      | الوضع في الشرق الأوسط - القضية الفلسطينية | الولايات المتحدة                           |
| 30 يونيو 2002     | S/2002/712               | S/PV.4563      | الوضع في البوسنة والهرسك | الولايات المتحدة                           |
| 14-15 ديسمبر 2001 | S/2001/1199              | S/PV.4438      | الوضع في الشرق الأوسط - القضية الفلسطينية | الولايات المتحدة                           |
| 27-28 مارس 2001   | S/2001/270               | S/PV.4305      | الوضع في الشرق الأوسط - القضية الفلسطينية | الولايات المتحدة                           |
| 25 فبراير 1999    | S/1999/201               | S/PV.3982      | الوضع في جمهورية مقدونيا اليوغوسلافية السابقة | الصين                                      |
| 21 مارس 1997      | S/1997/241               | S/PV.3756      | الوضع في الأراضي العربية المحتلة | الولايات المتحدة                           |
| 7 مارس 1997       | S/1997/199               | S/PV.3747      | الوضع في الأراضي العربية المحتلة | الولايات المتحدة                           |
| 10 يناير 1997     | S/1997/18                | S/PV.3730      | أمريكا الوسطى: الجهود من أجل السلام | الصين                                      |
| 17 مايو 1995      | S/1995/394               | S/PV.3538      | الوضع في الأراضي العربية المحتلة | الولايات المتحدة                           |
| 2 ديسمبر 1994     | S/1994/1358              | S/PV.3475      | الوضع في البوسنة والهرسك | روسيا                                      |
| 11 مايو 1993      | S/25693                  | S/PV.3211      | الوضع في قبرص | روسيا                                      |
| 31 مايو 1990      | S/21326                  | S/PV.2926      | الوضع في الأراضي العربية المحتلة | الولايات المتحدة                           |
| 17 يناير 1990     | S/21084                  | S/PV.2905      | رسالة مؤرخة بتارخ 3 كانون الثاني / يناير 1990 موجهة إلى رئيس مجلس الأمن من نيكاراغوا | الولايات المتحدة                           |
| 23 ديسمبر 1989    | S/21048                  | S/PV.2902      | الوضع في بنما. وعلى وجه التحديد غزو الولايات المتحدة لبنما. | فرنسا · المملكة المتحدة · الولايات المتحدة |
| 7 نوفمبر 1989     | S/20945/Rev.1            | S/PV.2889      | الوضع في الأراضي العربية المحتلة | الولايات المتحدة                           |
| 9 يونيو 1989      | S/20677                  | S/PV.2867      | الوضع في الأراضي العربية المحتلة | الولايات المتحدة                           |
| 17 فبراير 1989    | S/20463                  | S/PV.2850      | الوضع في الأراضي العربية المحتلة | الولايات المتحدة                           |
| 11 يناير 1989     | S/20378                  | S/PV.2841      | رسالتان مؤرختان بتاريخ 4 كانون الثاني / يناير 1989 من ليبيا و‌البحرين إلى رئيس مجلس الأمن | فرنسا · المملكة المتحدة · الولايات المتحدة |
| 14 ديسمبر 1988    | S/20322                  | S/PV.2832      | الوضع في الشرق الأوسط | الولايات المتحدة                           |
| 10 مايو 1988      | S/19868                  | S/PV.2814      | الوضع في الشرق الأوسط | الولايات المتحدة                           |
| 15 أبريل 1988     | S/19780                  | S/PV.2806      | الوضع في الأراضي العربية المحتلة | الولايات المتحدة                           |
| 8 مارس 1988       | S/19585                  | S/PV.2797      | الوضع في جنوب افريقيا | المملكة المتحدة · الولايات المتحدة         |
| 1 فبراير 1988     | S/19466                  | S/PV.2790      | الوضع في الأراضي العربية المحتلة | الولايات المتحدة                           |
| 18 يناير 1988     | S/19434                  | S/PV.2784      | الوضع في الشرق الأوسط | الولايات المتحدة                           |
| 9 أبريل 1987      | S/18785                  | S/PV.2747      | الوضع في ناميبيا | المملكة المتحدة · الولايات المتحدة         |
| 20 فبراير 1987    | S/18705                  | S/PV.2738      | الوضع في جنوب افريقيا | المملكة المتحدة · الولايات المتحدة         |
| 28 أكتوبر 1986    | S/18428                  | S/PV.2718      | رسالة مؤرخة بتاريخ 17 تشرين الأول / أكتوبر 1986 موجهة إلى رئيس مجلس الأمن من نيكاراغوا | الولايات المتحدة                           |
| 31 يوليو 1986     | S/18250                  | S/PV.2704      | رسالة مؤرخة بتاريخ 22 تموز / يوليه 1986 موجهة إلى رئيس مجلس الأمن من نيكاراغوا | الولايات المتحدة                           |
| 18 يونيو 1986     | S/18163                  | S/PV.2693      | شكوى مقدمة من أنغولا ضد جنوب أفريقيا | المملكة المتحدة · الولايات المتحدة         |
| 23 مايو 1986      | S/18087/Rev.1            | S/PV.2686      | الوضع في جنوب افريقيا | المملكة المتحدة · الولايات المتحدة         |
| 21 أبريل 1986     | S/18016/Rev.1            | S/PV.2682      | رسائل مؤرخة بتاريخ 15 نيسان / أبريل 1986 موجهة إلى رئيس مجلس الأمن من ليبيا و‌بوركينا فاسو و‌سوريا و‌عمان | فرنسا · المملكة المتحدة · الولايات المتحدة |
| 6 فبراير 1986     | S/17796/Rev.1            | S/PV.2655      | رسالة مؤرخة بتاريخ 4 شباط / فبراير 1986 موجهة من سوريا إلى رئيس مجلس الأمن | الولايات المتحدة                           |
| 30 يناير 1986     | S/17769/Rev.1            | S/PV.2650      | الوضع في الأراضي العربية المحتلة | الولايات المتحدة                           |
| 17 يناير 1986     | S/17730/Rev.2            | S/PV.2642      | الوضع في الشرق الأوسط | الولايات المتحدة                           |
| 15 نوفمبر 1985    | S/17633                  | S/PV.2629      | الوضع في ناميبيا | المملكة المتحدة · الولايات المتحدة         |
| 13 سبتمبر 1985    | S/17459                  | S/PV.2605      | الوضع في الأراضي العربية المحتلة | الولايات المتحدة                           |
| 12 مارس 1985      | S/17000                  | S/PV.2573      | الوضع في الشرق الأوسط | الولايات المتحدة                           |
| 6 سبتمبر 1984     | S/16732                  | S/PV.2556      | الوضع في الشرق الأوسط | الولايات المتحدة                           |
| 4 أبريل 1984      | S/16463                  | S/PV.2529      | رسالة مؤرخة بتاريخ 29 آذار / مارس 1984 موجهة من رئيس نيكاراغوا إلى رئيس مجلس الأمن | الولايات المتحدة                           |
| 29 فبراير 1984    | S/16351/Rev.2            | S/PV.2519      | الوضع في الشرق الأوسط | الاتحاد السوفيتي                           |
| 27-28 أكتوبر 1983 | S/16077/Rev.1            | S/PV.2491      | الوضع في غرينادا | الولايات المتحدة                           |
| 12 سبتمبر 1983    | S/15966/Rev.1            | S/PV.2476      | رسائل مؤرخة بتاريخ 1 أيلول / سبتمبر 1983 موجهة من الولايات المتحدة الأمريكية و‌جمهورية كوريا و‌كندا و‌اليابان إلى رئيس مجلس الأمن ورسالة مؤرخة بتاريخ 2 أيلول / سبتمبر 1983 موجهة من أستراليا إلى رئيس مجلس الأمن                                                        | الاتحاد السوفيتي                           |
| 2 أغسطس 1983      | S/15895                  | S/PV.2461      | الوضع في الأراضي العربية المحتلة | الولايات المتحدة                           |
| 6 أغسطس 1982      | S/15347/Rev.1            | S/PV.2391      | الوضع في الشرق الأوسط | الولايات المتحدة                           |
| 26 يونيو 1982     | S/15255/Rev.2            | S/PV.2381      | الوضع في الشرق الأوسط | الولايات المتحدة                           |
| 8 يونيو 1982      | S/15185                  | S/PV.2377      | الوضع في الشرق الأوسط | الولايات المتحدة                           |
| 4 يونيو 1982      | S/15156/Rev.2            | S/PV.2373      | القضية المتعلقة بالوضع في جزر الفوكلاند (جزر مالفيناس) | المملكة المتحدة · الولايات المتحدة         |
| 20 أبريل 1982     | S/14985                  | S/PV.2357      | الوضع في الأراضي العربية المحتلة | الولايات المتحدة                           |
| 2 أبريل 1982      | S/14943                  | S/PV.2348      | الوضع في الأراضي العربية المحتلة | الولايات المتحدة                           |
| 2 أبريل 1982      | S/14941                  | S/PV.2347      | رسالة مؤرخة بتاريخ 19 آذار / مارس 1982 موجهة من نيكاراغوا إلى الأمين العام | الولايات المتحدة                           |
| 20 يناير 1982     | S/14832/Rev.1            | S/PV.2329      | الوضع في الأراضي العربية المحتلة | الولايات المتحدة                           |
| 31 أغسطس 1981     | S/14664/Rev.2            | S/PV.2300      | شكوى مقدمة من أنغولا ضد جنوب أفريقيا | الولايات المتحدة                           |
| 30 أبريل 1981     | S/14462                  | S/PV.2277      | الوضع في ناميبيا | فرنسا · المملكة المتحدة · الولايات المتحدة |
| 30 أبريل 1981     | S/14461                  | S/PV.2277      | الوضع في ناميبيا | فرنسا · المملكة المتحدة · الولايات المتحدة |
| 30 أبريل 1981     | S/14460/Rev.1            | S/PV.2277      | الوضع في ناميبيا | فرنسا · المملكة المتحدة · الولايات المتحدة |
| 30 أبريل 1981     | S/14459                  | S/PV.2277      | الوضع في ناميبيا | فرنسا · المملكة المتحدة · الولايات المتحدة |
| 30 أبريل 1980     | S/13911                  | S/PV.2220      | القضية المتعلقة بحقوق الشعب الفلسطيني وحقه في تقرير مصيره | الولايات المتحدة                           |
| 11-13 يناير 1980  | S/13735                  | S/PV.2191      | رسائل مؤرخة بتاريخ 22 كانون الأول / ديسمبر 1979 موجهة من الولايات المتحدة إلى رئيس مجلس الأمن بشأن مسألة رهائن الولايات المتحدة في إيران | الاتحاد السوفيتي                           |
| 7-9 يناير 1980    | S/13729                  | S/PV.2190      | رسالة مؤرخة بتاريخ 3 كانون الثاني / يناير 1980 موجهة من 52 بلدا إلى رئيس مجلس الأمن | الاتحاد السوفيتي                           |
| 16 مارس 1979      | S/13162                  | S/PV.2129      | الوضع في جنوب شرق آسيا وآثارها على السلم والأمن الدوليين - النزاع على الحدود بين الصين و‌فيتنام | الاتحاد السوفيتي                           |
| 15 يناير 1979     | S/13027                  | S/PV.2112      | برقية مؤرخة بتاريخ 3 كانون الثاني / يناير 1979 موجهة إلى رئيس مجلس الأمن من كمبوتشيا الديمقراطية | الاتحاد السوفيتي                           |
| 31 أكتوبر 1977    | S/12312/Rev.1            | S/PV.2045      | الوضع في جنوب افريقيا | فرنسا · المملكة المتحدة · الولايات المتحدة |
| 31 أكتوبر 1977    | S/12311/Rev.1            | S/PV.2045      | الوضع في جنوب افريقيا | فرنسا · المملكة المتحدة · الولايات المتحدة |
| 31 أكتوبر 1977    | S/12310/Rev.1            | S/PV.2045      | الوضع في جنوب افريقيا | فرنسا · المملكة المتحدة · الولايات المتحدة |
| 15 نوفمبر 1976    | S/12226                  | S/PV.1972      | قبول الأعضاء الجدد (فيتنام) | الولايات المتحدة                           |
| 19 أكتوبر 1976    | S/12211                  | S/PV.1963      | الوضع في ناميبيا | فرنسا · المملكة المتحدة · الولايات المتحدة |
| 29 يونيو 1976     | S/12119                  | S/PV.1938      | القضية المتعلقة بحقوق الشعب الفلسطيني وحقه في تقرير مصيره | الولايات المتحدة                           |
| 23 يونيو 1976     | S/12110                  | S/PV.1932      | قبول أعضاء جدد - أنغولا | الولايات المتحدة                           |
| 25 مارس 1976      | S/12022                  | S/PV.1899      | طلب مقدم من ليبيا و‌باكستان للنظر في الحالة الخطيرة الناجمة عن التطورات الأخيرة في الأراضي العربية المحتلة | الولايات المتحدة                           |
| 6 فبراير 1976     | S/11967                  | S/PV.1888      | الوضع في جزر القمر. وعلى وجه التحديد فيما يتعلق بسيادة فرنسا على جزيرة مايوت، وتدخلها في استفتاء الاستقلال لعام 1974. | فرنسا                                      |
| 26 يناير 1976     | S/11940                  | S/PV.1879      | الوضع في الشرق الأوسط - القضية الفلسطينية | الولايات المتحدة                           |
| 8 ديسمبر 1975     | S/11898                  | S/PV.1862      | الوضع في الشرق الأوسط | الولايات المتحدة                           |
| 30 سبتمبر 1975    | S/11833                  | S/PV.1846      | قبول أعضاء جدد - جمهورية فيتنام الديمقراطية | الولايات المتحدة                           |
| 30 سبتمبر 1975    | S/11832                  | S/PV.1846      | قبول أعضاء جدد - جمهورية جنوب فيتنام | الولايات المتحدة                           |
| 11 أغسطس 1975     | S/11796                  | S/PV.1836      | قبول أعضاء جدد - جمهورية فيتنام الديمقراطية | الولايات المتحدة                           |
| 11 أغسطس 1975     | S/11795                  | S/PV.1836      | قبول أعضاء جدد - جمهورية جنوب فيتنام | الولايات المتحدة                           |
| 6 يونيو 1975      | S/11713                  | S/PV.1829      | الوضع في ناميبيا | فرنسا · المملكة المتحدة · الولايات المتحدة |
| 30 أكتوبر 1974    | S/11543                  | S/PV.1808      | العلاقة بين الأمم المتحدة و‌جنوب أفريقيا | فرنسا · المملكة المتحدة · الولايات المتحدة |
| 31 يوليو 1974     | as amended S/11400       | S/PV.1788      | الوضع في قبرص | الاتحاد السوفيتي                           |
| 26 يوليو 1973     | S/10974                  | S/PV.1735      | الوضع في الشرق الأوسط | الولايات المتحدة                           |
| 22 مايو 1973      | S/10928                  | S/PV.1716      | القضية المتعلة بالوضع في روديسيا الجنوبية | المملكة المتحدة · الولايات المتحدة         |
| 21 مارس 1973      | S/10931/Rev.1            | S/PV.1704      | النظر في تدابير حفظ وتعزيز السلم والأمن في أمريكا اللاتينية | الولايات المتحدة                           |
| 29 سبتمبر 1972    | as amended S/10805/Rev.1 | S/PV.1666      | القضية المتعلة بالوضع في روديسيا الجنوبية | المملكة المتحدة                            |
| 10 سبتمبر 1972    | S/10784                  | S/PV.1662      | الوضع في الشرق الأوسط | الولايات المتحدة                           |
| 25 أغسطس 1972     | S/10771                  | S/PV.1660      | قبول أعضاء جدد - بنغلاديش | الصين                                      |
| 4 فبراير 1972     | S/10606                  | S/PV.1639      | النظر في المسائل المتعلقة بأفريقيا المعروضة حاليا على مجلس الأمن وتنفيذ قرارات المجلس ذات الصلة بالحالة في روديسيا الجنوبية | المملكة المتحدة                            |
| 30 ديسمبر 1971    | S/10489                  | S/PV.1623      | القضية المتعلة بالوضع في روديسيا الجنوبية | المملكة المتحدة                            |
| 13 ديسمبر 1971    | S/10446/Rev.1            | S/PV.1613      | رسالة مؤرخة بتاريخ 12 كانون الأول / ديسمبر 1971 موجهة من الولايات المتحدة إلى رئيس مجلس الأمن بشأن القضية الهندية - الباكستانية | الاتحاد السوفيتي                           |
| 5 ديسمبر 1971     | S/10423                  | S/PV.1607      | رسالة مؤرخة بتاريخ 4 كانون الأول / ديسمبر 1971 موجهة إلى رئيس مجلس الأمن من الأرجنتين و‌بلجيكا و‌بوروندي و‌إيطاليا و‌اليابان و‌نيكاراغوا و‌الصومال و‌المملكة المتحدة و‌الولايات المتحدة الأمريكية بشأن القضية الهندية - الباكستانية                                           | الاتحاد السوفيتي                           |
| 4 ديسمبر 1971     | S/10416                  | S/PV.1606      | رسالة مؤرخة بتاريخ 4 كانون الأول / ديسمبر 1971 موجهة إلى رئيس مجلس الأمن من الأرجنتين وبلجيكا وبوروندي و‌إيطاليا و‌اليابان و‌نيكاراغوا و‌الصومال و‌المملكة المتحدة و‌الولايات المتحدة الأمريكية بشأن القضية الهندية - الباكستانية                                           | الاتحاد السوفيتي                           |
| 10 نوفمبر 1970    | S/9976                   | S/PV.1556      | القضية المتعلة بالوضع في روديسيا الجنوبية | المملكة المتحدة                            |
| 17 مارس 1970      | S/9696                   | S/PV.1534      | القضية المتعلة بالوضع في روديسيا الجنوبية | المملكة المتحدة · الولايات المتحدة         |
| 22 أغسطس 1968     | S/8761                   | S/PV.1443      | رسالة مؤرخة بتاريخ 21 آب / أغسطس 1968 موجهة من كندا و‌الدنمارك و‌فرنسا و‌باراغواي و‌المملكة المتحدة و‌الولايات المتحدة إلى رئيس مجلس الأمن بشأن الوضع في تشيكوسلوفاكيا | الاتحاد السوفيتي                           |
| 4 نوفمبر 1966     | S/7575/Rev.1             | S/PV.1319      | القضية الفلسطينية | الاتحاد السوفيتي                           |
| 21 ديسمبر 1964    | as amended S/6113        | S/PV.1182      | القضية الفلسطينية | الاتحاد السوفيتي                           |
| 17 سبتمبر 1964    | S/5973                   | S/PV.1152      | رسالة مؤرخة بتاريخ 3 أيلول / سبتمبر 1964 موجهة من ماليزيا إلى رئيس مجلس الأمن | الاتحاد السوفيتي                           |
| 13 سبتمبر 1963    | S/5425/Rev.1             | S/PV.1069      | القضية المتعلة بالوضع في روديسيا الجنوبية | المملكة المتحدة                            |
| 3 سبتمبر 1963     | S/5407                   | S/PV.1063      | القضية الفلسطينية | الاتحاد السوفيتي                           |
| 22 يونيو 1962     | S/5134                   | S/PV.1016      | القضية الهندية - الباكستانية | الاتحاد السوفيتي                           |
| 18 ديسمبر 1961    | S/5033                   | S/PV.988       | رسالة مؤرخة بتاريخ 18 كانون الأول / ديسمبر 1961 موجهة من البرتغال إلى رئيس مجلس الأمن بشأن غوا | الاتحاد السوفيتي                           |
| 30 نوفمبر 1961    | S/5006                   | S/PV.985       | طلبات العضوية - الكويت | الاتحاد السوفيتي                           |
| 7 يوليو 1961      | S/4855                   | S/PV.960       | شكاوى مقدمة من الكويت فيما يتعلق بالوضع الناشئ عن تهديد العراق للسلامة الإقليمية للكويت | الاتحاد السوفيتي                           |
| 13 ديسمبر 1960    | S/4578/Rev.1             | S/PV.920       | رسالة مؤرخة بتاريخ 13 تموز / يوليه 1960 موجهة من الأمين العام إلى رئيس مجلس الأمن بشأن الحالة في الكونغو | الاتحاد السوفيتي                           |
| 3-4 ديسمبر 1960   | S/4567/Rev.1             | S/PV.911       | طلبات العضوية - موريتانيا | الاتحاد السوفيتي                           |
| 17 سبتمبر 1960    | S/4523                   | S/PV.906       | رسالة مؤرخة بتاريخ 13 تموز / يوليه 1960 موجهة من الأمين العام إلى رئيس مجلس الأمن بشأن الوضع في الكونغو | الاتحاد السوفيتي                           |
| 26 يوليو 1960     | S/4409/Rev.1             | S/PV.883       | برقيات مؤرخة بتاريخ 13 تموز / يوليه 1960 موجهة من الاتحاد السوفياتي إلى الأمين العام | الاتحاد السوفيتي                           |
| 26 يوليو 1960     | S/4411                   | S/PV.843       | برقيات مؤرخة بتاريخ 13 تموز / يوليه 1960 موجهة من الاتحاد السوفياتي إلى الأمين العام | الاتحاد السوفيتي                           |
| 9 ديسمبر 1958     | S/4130/Rev.1             | S/PV.843       | قبول الأعضاء الجدد - فيتنام | الاتحاد السوفيتي                           |
| 9 ديسمبر 1958     | S/4129/Rev.1             | S/PV.843       | قبول أعضاء جدد - جمهورية كوريا | الاتحاد السوفيتي                           |
| 22 يوليو 1958     | S/4055/Rev.1             | S/PV.837       | رسالة مؤرخة بتاريخ 22 أيار / مايو 1958 موجهة من لبنان ورسالة مؤرخة بتاريخ 17 تموز / يوليه 1958 موجهة من الأردن إلى رئيس مجلس الأمن وشكاوى من لبنان و‌الأردن بشأن تدخل الجمهورية العربية المتحدة في شؤونها الداخلية                                                     | الاتحاد السوفيتي                           |
| 18 يوليو 1958     | S/4050/Rev.1             | S/PV.834       | رسالة مؤرخة بتاريخ 22 أيار / مايو 1958 موجهة من لبنان ورسالة مؤرخة بتاريخ 17 تموز / يوليه 1958 موجهة من الأردن إلى رئيس مجلس الأمن وشكاوى من لبنان و‌الأردن بشأن تدخل الجمهورية العربية المتحدة في شؤونها الداخلية                                                     | الاتحاد السوفيتي                           |
| 2 مايو 1958       | S/3995                   | S/PV.817       | شكوى مقدمة من اتحاد الجمهوريات الاشتراكية السوفياتية في رسالة موجهة إلى رئيس مجلس الأمن مؤرخة بتاريخ 18 نيسان / أبريل 1958 بعنوان "التدابير العاجلة لوضع حد لرحلات الطائرات العسكرية الأمريكية المسلحة بالقنابل الذرية والهيدروجينية في اتجاه حدود الاتحاد السوفيتية" | الاتحاد السوفيتي                           |
| 9 سبتمبر 1957     | S/3885                   | S/PV.790       | قبول الأعضاء الجدد - فيتنام | الاتحاد السوفيتي                           |
| 9 سبتمبر 1957     | S/3884                   | S/PV.790       | قبول أعضاء جدد - جمهورية كوريا | الاتحاد السوفيتي                           |
| 20 فبراير 1957    | S/3787                   | S/PV.773       | القضية الهندية - الباكستانية | الاتحاد السوفيتي                           |
| 4 نوفمبر 1956     | S/3730/Rev.1             | S/PV.754       | رسالة مؤرخة بتاريخ 27 تشرين الأول / أكتوبر 1956 موجهة من فرنسا والمملكة المتحدة والولايات المتحدة إلى رئيس مجلس الأمن بشأن الحالة في المجر | الاتحاد السوفيتي                           |
| 30 أكتوبر 1956    | S/3713/Rev.1             | S/PV.750       | رسالة مؤرخة بتاريخ 29 تشرين الأول / أكتوبر 1956 موجهة من الولايات المتحدة إلى رئيس مجلس الأمن بشأن القضية الفلسطينية | فرنسا · المملكة المتحدة                    |
| 30 أكتوبر 1956    | S/3710                   | S/PV.749       | رسالة مؤرخة بتاريخ 29 تشرين الأول / أكتوبر 1956 موجهة من الولايات المتحدة إلى رئيس مجلس الأمن بشأن القضية الفلسطينية | فرنسا · المملكة المتحدة                    |
| 15 ديسمبر 1955    | S/3510                   | S/PV.706       | قبول أعضاء جدد - اليابان | الاتحاد السوفيتي                           |
| 20 يونيو 1954     | S/3236/Rev.1             | S/PV.675       | برقية مؤرخة بتاريخ 19 حزيران / يونيه 1954 موجه من غواتيمالا إلى رئيس مجلس الأمن | الاتحاد السوفيتي                           |
| 18 يونيو 1954     | S/3229                   | S/PV.674       | رسالة مؤرخة بتاريخ 29 أيار / مايو 1954 موجهة من تايلاند إلى رئيس مجلس الأمن | الاتحاد السوفيتي                           |
| 29 مارس 1954      | S/3188/Corr.1            | S/PV.664       | القضية الفلسطينية | الاتحاد السوفيتي                           |
| 22 يناير 1954     | S/3151/Rev.2             | S/PV.656       | القضية الفلسطينية | الاتحاد السوفيتي                           |
| 19 سبتمبر 1952    | S/2760                   | S/PV.603       | قبول أعضاء جدد - كمبوديا | الاتحاد السوفيتي                           |
| 19 سبتمبر 1952    | S/2759                   | S/PV.603       | قبول أعضاء جدد - لاوس | الاتحاد السوفيتي                           |
| 19 سبتمبر 1952    | S/2758                   | S/PV.603       | قبول أعضاء جدد - فيتنام | الاتحاد السوفيتي                           |
| 18 سبتمبر 1952    | S/2754                   | S/PV.602       | قبول أعضاء جدد - اليابان | الاتحاد السوفيتي                           |
| 16 سبتمبر 1952    | S/2483                   | S/PV.600       | قبول أعضاء جدد - ليبيا | الاتحاد السوفيتي                           |
| 9 يوليو 1952      | S/2688                   | S/PV.590       | طلب التحقيق في الحرب البكتيرية المزعومة | الاتحاد السوفيتي                           |
| 3 يوليو 1952      | S/2671                   | S/PV.587       | مسألة طلب التحقيق في الحرب البكتيرية المزعومة | الاتحاد السوفيتي                           |
| 6 فبراير 1952     | S/2443                   | S/PV.573       | قبول أعضاء جدد - ايطاليا | الاتحاد السوفيتي                           |
| 30 نوفمبر 1950    | S/1894                   | S/PV.530       | شكوى من الغزو المسلح لتايوان (فورموزا) - شكوى من العدوان على جمهورية كوريا | الاتحاد السوفيتي                           |
| 12 سبتمبر 1950    | S/1752                   | S/PV.501       | شكوى من قصف القوات الجوية من أراضي الصين | الاتحاد السوفيتي                           |
| 6 سبتمبر 1950     | S/1653                   | S/PV.496       | شكوى من العدوان على جمهورية كوريا | الاتحاد السوفيتي                           |
| 18 أكتوبر 1949    | S/1408/Rev.1             | S/PV.452       | تنظيم وتخفيض الأسلحة والقوات المسلحة | الاتحاد السوفيتي                           |
| 18 أكتوبر 1949    | S/1399/Rev.1             | S/PV.452       | تنظيم وتخفيض الأسلحة والقوات المسلحة | الاتحاد السوفيتي                           |
| 11 أكتوبر 1949    | S/1398                   | S/PV.450       | تنظيم وتخفيض الأسلحة والقوات المسلحة | الاتحاد السوفيتي                           |
| 13 سبتمبر 1949    | S/1337                   | S/PV.443       | قبول أعضاء جدد - سيلان | الاتحاد السوفيتي                           |
| 13 سبتمبر 1949    | S/1336                   | S/PV.443       | قبول أعضاء جدد - النمسا | الاتحاد السوفيتي                           |
| 13 سبتمبر 1949    | S/1335                   | S/PV.443       | قبول أعضاء جدد - أيرلندا | الاتحاد السوفيتي                           |
| 13 سبتمبر 1949    | S/1334                   | S/PV.443       | قبول أعضاء جدد - فنلندا | الاتحاد السوفيتي                           |
| 13 سبتمبر 1949    | S/1333                   | S/PV.443       | قبول أعضاء جدد - ايطاليا | الاتحاد السوفيتي                           |
| 13 سبتمبر 1949    | S/1332                   | S/PV.443       | قبول أعضاء جدد - شرق الأردن | الاتحاد السوفيتي                           |
| 13 سبتمبر 1949    | S/1331                   | S/PV.443       | قبول أعضاء جدد - البرتغال | الاتحاد السوفيتي                           |
| 7 سبتمبر 1949     | S/1385                   | S/PV.439       | قبول أعضاء جدد - نيبال | الاتحاد السوفيتي                           |
| 8 أبريل 1949      | S/1305                   | S/PV.423       | قبول أعضاء جدد - كوريا | الاتحاد السوفيتي                           |
| 15 ديسمبر 1948    | S/PV.384                 | S/PV.384       | قبول أعضاء جدد - سيلان | الاتحاد السوفيتي                           |
| 25 أكتوبر 1948    | S/1048                   | S/PV.372       | إخطارات متطابقة مؤرخة بتاريخ 29 سبتمبر 1948 من فرنسا والمملكة المتحدة والولايات المتحدة الأمريكية إلى الأمين العام بشأن حصار برلين | الاتحاد السوفيتي                           |
| 18 أغسطس 1948     | S/PV.351                 | S/PV.351       | قبول أعضاء جدد - سيلان | الاتحاد السوفيتي                           |
| 22 يونيو 1948     | S/836                    | S/PV.325       | رسالة مؤرخة بتاريخ 26 أيار / مايو 1948 موجهة إلى رئيس مجلس الأمن من رئيس لجنة الطاقة الذرية يحيل بها التقرير الثالث للجنة الطاقة الذرية | الاتحاد السوفيتي                           |
| 24 مايو 1948      | S/PV.3038                | S/PV.303       | رسالة مؤرخة بتاريخ 12 آذار / مارس 1948 موجهة من شيلي إلى الأمين العام بشأن الوضع في تشيكوسلوفاكيا | الاتحاد السوفيتي                           |
| 24 مايو 1948      | S/PV.303                 | S/PV.303       | رسالة مؤرخة بتاريخ 12 آذار / مارس 1948 موجهة من شيلي إلى الأمين العام بشأن الوضع في تشيكوسلوفاكيا | الاتحاد السوفيتي                           |
| 10 أبريل 1948     | S/PV.279                 | S/PV.279       | قبول أعضاء جدد - ايطاليا | الاتحاد السوفيتي                           |
| 1 أكتوبر 1947     | S/PV.206                 | S/PV.206       | قبول أعضاء جدد - ايطاليا | الاتحاد السوفيتي                           |
| 1 أكتوبر 1947     | S/PV.206                 | S/PV.206       | قبول أعضاء جدد - فنلندا | الاتحاد السوفيتي                           |
| 15 سبتمبر 1947    | S/552                    | S/PV.202       | القضية اليونانية المتعلقة بالوضع في شمال اليونان (مسألة عاجلة) | الاتحاد السوفيتي                           |
| 15 سبتمبر 1947    | S/552                    | S/PV.202       | القضية اليونانية المتعلقة بالوضع في شمال اليونان (مسألة عاجلة) | الاتحاد السوفيتي                           |
| 21 أغسطس 1947     | S/PV.190                 | S/PV.190       | قبول أعضاء جدد - النمسا | الاتحاد السوفيتي                           |
| 21 أغسطس 1947     | S/PV.190                 | S/PV.190       | قبول أعضاء جدد - ايطاليا | الاتحاد السوفيتي                           |
| 19 أغسطس 1947     | S/486                    | S/PV.188       | القضية اليونانية - حوادث الحدود اليونانية | الاتحاد السوفيتي                           |
| 19 أغسطس 1947     | S/471                    | S/PV.188       | القضية اليونانية - حوادث الحدود اليونانية | الاتحاد السوفيتي                           |
| 18 أغسطس 1947     | S/PV.186                 | S/PV.186       | قبول أعضاء جدد - البرتغال | الاتحاد السوفيتي                           |
| 18 أغسطس 1947     | S/PV.186                 | S/PV.186       | قبول أعضاء جدد - أيرلندا | الاتحاد السوفيتي                           |
| 18 أغسطس 1947     | S/PV.186                 | S/PV.186       | قبول أعضاء جدد - شرق الأردن | الاتحاد السوفيتي                           |
| 29 يوليو 1947     | S/PV.170                 | S/PV.170       | القضية اليونانية - حوادث الحدود اليونانية | الاتحاد السوفيتي                           |
| 25 مارس 1947      | S/PV.122                 | S/PV.122       | الحوادث في قناة كورفو | الاتحاد السوفيتي                           |
| 20 سبتمبر 1946    | S/PV.70                  | S/PV.70        | برقية مؤرخة بتاريخ 24 آب / أغسطس 1946 موجهة من جمهورية أوكرانيا الاشتراكية السوفياتية إلى الأمين العام. وتتناول البرقية مسألتين، هما الحوادث الحدودية التي أثارتها القوات المسلحة اليونانية على الحدود الألبانية، وتفاقم الوضع بوجود القوات البريطانية.               | الاتحاد السوفيتي                           |
| 29 أغسطس 1946     | S/PV.57                  | S/PV.57        | قبول أعضاء جدد - البرتغال | الاتحاد السوفيتي                           |
| 29 أغسطس 1946     | S/PV.57                  | S/PV.57        | قبول أعضاء جدد - أيرلندا | الاتحاد السوفيتي                           |
| 29 أغسطس 1946     | S/PV.57                  | S/PV.57        | قبول أعضاء جدد - شرق الأردن | الاتحاد السوفيتي                           |
| 26 يونيو 1946     | S/PV.49                  | S/PV.49        | القضية الاسبانية. وعلى وجه التحديد، مسألة الإجراءات الواجب اتخاذها فيما يتعلق بنظام فرانكو. | الاتحاد السوفيتي                           |
| 26 يونيو 1946     | S/PV.49                  | S/PV.49        | القضية الاسبانية. وعلى وجه التحديد، مسألة الإجراءات الواجب اتخاذها فيما يتعلق بنظام فرانكو. | الاتحاد السوفيتي                           |
| 26 يونيو 1946     | S/PV.49                  | S/PV.49        | القضية الاسبانية. وعلى وجه التحديد، مسألة الإجراءات الواجب اتخاذها فيما يتعلق بنظام فرانكو. | الاتحاد السوفيتي                           |
| 18 يونيو 1946     | S/PV.45                  | S/PV.47        | القضية الاسبانية. وعلى وجه التحديد، مسألة الإجراءات الواجب اتخاذها فيما يتعلق بنظام فرانكو. | الاتحاد السوفيتي                           |
| 16 فبراير 1946    | S/PV.23                  | S/PV.23        | رسالة من رؤساء الوفود اللبنانية و‌السورية إلى الأمين العام مؤرخة بتاريخ 4 فبراير 1946. كانت الرسالة تتعلق بسحب القوات الفرنسية و‌البريطانية من أراضيهم. | الاتحاد السوفيتي                           |

## وصلات خارجية
- الصفحة الرئيسية للأمم المتحدة باللغة العربية.
- أنظمة ومنظمات الأمم المتحدة.
- عن الأمم المتحدة.
- قضايا عالمية على أجندة الامم المتحدة.
- «هل يمكنك تجاوز فيتو مجلس الأمن التابع للأمم المتحدة فيتو؟»، مجلة سليت.
- «مجلس الأمن استخدام حق النقض» نسخة محفوظة 18 نوفمبر 2007 على موقع واي باك مشين..
- «منتدى السياسات العالمية»، معلومات عن استخدام حق النقض.
- مجلس الأمن الدولي - من الحرب الباردة إلى القرن الحادي والعشرين"، وقائع الأمم المتحدة، 30 آذار / مارس 2004.